# Laemophloeus notabilis
Laemophloeus notabilis is een keversoort uit de familie dwergschorskevers (Laemophloeidae). De wetenschappelijke naam van de soort werd in 1904 gepubliceerd door Antoine Henri Grouvelle.